# Yi (Jinzhou)
Der Kreis Yi (chinesisch 义县, Pinyin Yì Xiàn) ist ein Kreis der bezirksfreien Stadt Jinzhou im Südwesten der Provinz Liaoning in der Volksrepublik China. Er hat eine Fläche von 2.487 km² und zählt 305.996 Einwohner (Stand: Zensus 2020). Sein Verwaltungssitz ist das Straßenviertel Yizhou (义州街道).
Zu seinen denkmalgeschützten Sehenswürdigkeiten gehören der Fengguo-Tempel und die Wanfotang-Grotten.